# Karang Anyar (Kedung Banteng)
Karang Anyar is een plaats en bestuurslaag (kelurahan) in het onderdistrict (kecamatan) Kedung Banteng in het regentschap Tegal van de provincie Midden-Java, Indonesië. Karang Anyar telt 7.844 inwoners (volkstelling 2010).